# 勝手連
勝手連（かってれん）とは、日本においてあるテーマに賛同する者が自発的に集まって支援する市民活動の様式である。
1983年の北海道知事選挙に際して、候補となった横路孝弘を支援する団体が「横路孝弘と勝手に連帯する若者連合」を名乗ったことに由来する。この選挙で横路は保守系候補を破って当選し、その存在が広く知られるようになった。

## 発祥
北海道では1983年の知事選挙を控え、当時日本社会党の衆議院議員だった横路を知事候補に擁立する動きが40歳代以下の若い有権者に持ち上がっていた。擁立を目指すグループは横路を招いた討論会において、彼の知事選出馬を強く促したが横路はこれを拒否した。そこで、擁立運動の中心だった田村正敏は、「本人にその気がないなら、こちらから勝手に連帯することにしよう」と「横路孝弘と勝手に連帯する若者連合」を名乗って活動を開始する。
この勝手連運動においては、「横路孝弘と連帯するかどうか」の一点に絞って活動を行い、参加も脱退も本人の自由とするという、従来の選挙運動組織と比較して緩やかな体制がとられた。その結果参加者が相次ぎ、道内のあちこちに「勝手連」が誕生した。その盛り上がりに横路も出馬を決意し、道庁を頂点とする自治体を通じた保守陣営の「上からの組織選挙」に打ち勝った。
こうした運動形態はベトナムに平和を!市民連合（ベ平連）などに起源を持つものであるが、規模の大きな選挙において適用されたのは初めてであった。
なお、類似の趣旨で1974年の第10回参議院議員通常選挙に市川房枝の擁立を画策し、立候補（最終的に当選）に導いた菅直人らによる「市川房枝さんを勝手に推薦する会」が先例として存在した。

## 宮城県知事選挙での勝手連
1997年と2001年の宮城県知事選で、現職知事だった浅野史郎が政党の推薦や支持を受けない「脱政党」を打ち出した。この際、民主党と社会民主党が勝手連として浅野を支援した（なお、浅野は1993年の知事選では新生党、日本新党、新党さきがけ、社会民主連合から推薦を受けている）。1997年の選挙では、最大与党自民党と当時の最大野党新進党（友党だった公明も）が相乗り推薦した候補をダブルスコアで破り、勝手連の威力を見せつけた。

## 影響・その後
北海道知事選挙での成功に触発され、同年夏の参議院選挙や、2007年都知事選挙には「勝手連」を名乗る団体も複数出馬した。しかし、それらの団体はブームに乗っただけのものが多く、成果をあげることができずに終わっている。
2010年の参議院選挙では、主に非共産党系の平和運動・市民運動関係者が主体となり、東京選挙区に出馬した日本共産党の小池晃を応援する「小池晃さんを応援する市民勝手連Q」が立ち上げられていた（小池は当選できなかった）。
今日、明確に「勝手連」を名乗る市民運動は多くはないが、そのスタイルは多くの市民活動やNPOに影響を与えているといえる。「勝手連的な運動」といった用いられ方をすることも多い。

## 公職選挙法上の勝手連
公職選挙法においては、選挙運動と「政党その他政治活動を行う団体」の政治活動とについて一定の制限があるが、非組織的又は一時的な集まりは「政党その他政治活動を行う団体」にはあたらないとされるため、通常の勝手連は選挙運動への規制が適用となるのみであり、政治活動は選挙期間においても自由である。ただし組織的かつ継続的な団体が勝手連を名乗る場合はこの限りではない。

## 紛らわしい名称の団体
全国勝手連連合会は上記これまで築き上げられてきた「勝手連」のイメージをフルに利用し、かつ会長・光永勇（沖縄県宮古島出身、「議会新聞」社主）の個性によって運営されている保守系組織。勝手連と直接の関係はない。光永が刑務所を出所した1970年ころを勝手連創設の年としている。

## アメリカにおけるPAC
アメリカ合衆国では、立候補の意志を示さない人物を一方的に公職に押し上げる運動をドラフト（Draft；徴兵などの意味もある）と呼ぶ。アメリカでは、立候補していない人物の名前の投票用紙への記入が有効な投票となる追記投票を制度化している地域が少なくないこともあり、しばしばドラフトを目的に掲げる政治行動委員会（PAC）が結成され、当該人物への立候補働きかけや追記投票が促される。
ドラフト目的のPACや、立候補者を支援するものであっても立候補者からの直接指示を受けず独立して支援運動を行うPACは「スーパーPAC」と呼ばれ、日本における勝手連の性格に近い。支持候補への対立候補に対するネガティブ・キャンペーンの広告などは、スーパーPACが支持候補とは無関係な立場で行うことが多い。スーパーPACは候補者に対する政治資金規制の枠外とされることから、選挙関連支出増加の原因とされる。